# Gran Premio motociclistico di Germania 1958
Il Gran Premio motociclistico di Germania fu il quarto appuntamento del motomondiale 1958.
Si svolse il 20 luglio 1958 sul Nürburgring (in particolare sul "circuito Nord") alla presenza di circa 80.000 spettatori. Erano in programma tutte le classi.
Dominio MV Agusta nelle classi riservate alle moto sciolte. John Surtees vinse 350 e 500 ottenendo matematicamente i titoli delle due categorie. Nella gara si registrò il primo podio in carriera per Gary Hocking e il debutto nel Mondiale per Jack Findlay.
Nelle cilindrate minori, Tarquinio Provini vinse in 250 (ritirati Ubbiali con l'altra MV e Dale con l'NSU); Ubbiali vinse in 125, agevolato dal ritiro delle Ducati di Gandossi, Taveri e Ferri, quest'ultimo vittima di un grave incidente.
Ultima gara stagionale per i sidecar, vinta da Walter Schneider che si laureò Campione del Mondo.

## Classe 500

### Arrivati al traguardo
| Pos. | Pilota              | Moto      | Tempo        | Punti |
| ---- | ------------------- | --------- | ------------ | ----- |
| 1    | John Surtees        | MV Agusta | 1h 50' 51" 6 | 8     |
| 2    | John Hartle         | MV Agusta | +44" 3       | 6     |
| 3    | Gary Hocking        | Norton    | +1' 31" 5    | 4     |
| 4    | Ernst Hiller        | BMW       | +6' 09" 7    | 3     |
| 5    | Dickie Dale         | BMW       | +7' 18" 1    | 2     |
| 6    | Bob Brown           | Norton    | +7' 18" 7    | 1     |
| 7    | Alois Huber         | BMW       |              |       |
| 8    | Karl Peters         | Norton    |              |       |
| 9    | Gerold Klinger      | BMW       |              |       |
| 10   | Hans-Günter Jäger   | BMW       |              |       |
| 11   | Rudolf Gläser       | Norton    |              |       |
| 12   | Jack Findlay        | Norton    |              |       |
| 13   | Karl-Heinz Scheifel | Matchless |              |       |

### Ritirati
| Pilota        | Moto   | Motivo ritiro |
| ------------- | ------ | ------------- |
| Alan Trow     | Norton |               |
| Jack Brett    | Norton |               |
| Geoff Duke    | BMW    |               |
| Bob Anderson  | Norton |               |
| Dave Chadwick | Norton |               |

## Classe 350

### Arrivati al traguardo
| Pos. | Pilota        | Moto      | Tempo        | Punti |
| ---- | ------------- | --------- | ------------ | ----- |
| 1    | John Surtees  | MV Agusta | 1h 13' 56" 4 | 8     |
| 2    | John Hartle   | MV Agusta | +31" 8       | 6     |
| 3    | Dave Chadwick | Norton    | +49" 3       | 4     |
| 4    | Mike Hailwood | Norton    | +1' 01" 3    | 3     |
| 5    | Bob Anderson  | Norton    | +2' 18"      | 2     |
| 6    | Dickie Dale   | Norton    | +2' 18"      | 1     |
| 7    | Gary Hocking  | Norton    | +2' 18" 4    |       |

## Classe 250

### Arrivati al traguardo
| Pos. | Pilota            | Moto      | Tempo        | Punti |
| ---- | ----------------- | --------- | ------------ | ----- |
| 1    | Tarquinio Provini | MV Agusta | 1h 08' 03" 7 | 8     |
| 2    | Horst Fügner      | MZ        | +1' 42" 2    | 6     |
| 3    | Dieter Falk       | Adler     | +1' 47" 8    | 4     |
| 4    | Horst Kassner     | NSU       | +4' 27" 4    | 3     |
| 5    | Xaver Heiß        | NSU       |              | 2     |
| 6    | Walter Reichert   | NSU       |              | 1     |

## Classe 125

### Arrivati al traguardo
| Pos. | Pilota            | Moto      | Tempo     | Punti |
| ---- | ----------------- | --------- | --------- | ----- |
| 1    | Carlo Ubbiali     | MV Agusta | 56' 10" 9 | 8     |
| 2    | Tarquinio Provini | MV Agusta | +15"      | 6     |
| 3    | Ernst Degner      | MZ        | +1' 11" 9 | 4     |
| 4    | Horst Fügner      | MZ        | +3' 13"   | 3     |
| 5    | Walter Brehme     | MZ        | +3' 35" 2 | 2     |
| 6    | Werner Musiol     | MZ        |           | 1     |

## Classe sidecar

### Arrivati al traguardo
| Pos | Pilota            | Passeggero         | Moto | Tempo        | Punti |
| --- | ----------------- | ------------------ | ---- | ------------ | ----- |
| 1   | Walter Schneider  | Hans Strauß        | BMW  | 1h 00' 30" 2 | 8     |
| 2   | Florian Camathias | Hilmar Cecco       | BMW  | +2' 27" 9    | 6     |
| 3   | Rudi Richter      | Gerhard Klim       | BMW  | +8' 50" 1    | 4     |
| 4   | August Rohsiepe   | Arthur Gardyanczik | BMW  | +8' 57" 3    | 3     |
| 5   | Loni Neußner      | Dieter Hess        | BMW  | +12' 07" 2   | 2     |
| 6   | Arsenius Butscher | Helmut Munz        | BMW  |              | 1     |

### Ritirati
| Pilota             | Passeggero    | Moto | Motivo ritiro    |
| ------------------ | ------------- | ---- | ---------------- |
| Frank Fox          | Heather Green | n.d. | uscita di strada |
| Friedrich Staschel | Edgar Perduss | n.d. | uscita di strada |

## Fonti e bibliografia
- Corriere dello Sport, 21 luglio 1958, pag. 6.
- Stampa Sera, 21 luglio 1958, pag. 5.
- Risultati della 500 su autosport.com, su autosport.com.